# Halodiplosis araratica
Halodiplosis araratica är en tvåvingeart som beskrevs av Mirumian 1991. Halodiplosis araratica ingår i släktet Halodiplosis och familjen gallmyggor.
Artens utbredningsområde är Armenien. Inga underarter finns listade i Catalogue of Life.